# كرة القدم المصغرة
كرة القدم المصغرة أو كرة قدم الساحة (المعروفة عالميًا باسم كرة القدم المصغرة، وكرة القدم السريعة، وكرة القدم الاستعراضية) هي نسخة خماسية من كرة القدم الصغيرة، مشتقة من كرة القدم وكُيفت لتلعب في ملعب داخلي مسور. تنتشر كرة القدم المصغرة في الولايات المتحدة الأمريكية وكندا، طورت في هذين البلدين في سبيل اللعب فيها بفصل الشتاء، لأن الثلج يتسبب بصعوبة اللعب في الهواء الطلق. تُكيّف القاعات الرياضية للعب كرة القدم المصغرة في تلك البلدان. تُلعب في ساحات داخلية أو خارجية محاطة بالجدران في بلدان أخرى، يشار إليها بأسماء مختلفة مثل كرة القدم السريعة (بالإسبانية: futbol rapido) في المكسيك، مجتمع كرة القدم (بالبرتغالية: futebol society) أو كرة العرض (بالبرتغالية: showbol) في جنوب أمريكا، وكرة القدم المصغرة (بالإسبانية: futbol indoor) في إسبانيا.
تختلف قوانين كرة القدم المصغرة عن قوانين كرة قدم الأماكن المغلقة، مثل كرة الصالات وكرة القدم الخماسية. على عكس كرة قدم الصالات التي تلعب على الأرضيات الخشبية أو الخزفية، تلعب كرة القدم المصغرة على العشب الصناعي (أو في حالة تشكيلة ماسترز فوتبول البريطانية، على السجادة الاصطناعية). تحدد ملاعب كرة القدم المصغرة إما بجدران أو بالخطوط، ولا توجد رمية تماس للاعبين.
فيفا، هي الهيئة الدولية التي تشرف على مسابقات الاتحاد الدولي لكرة القدم، لا تحاسب كرة القدم المصغرة بعد أن طورت قانونها الخاص لكرة القدم المصغرة (التي يشار إليها بكرة الصالات).
تحظى كرة القدم المصغرة بشعبية كبيرة في الولايات المتحدة الأمريكية، وكندا، والمكسيك، حيث تمارسها العديد من اتحادات الهواة والجماعة المحترفة. وهي أقل شعبية على المستوى الدولي لكرة قدم الصالات، لكنها أيضًا تلعب على المستوى الدوري في العديد من البلدان خارج أمريكا الشمالية. الاتحاد العالمي لكرة القدم المصغرة (دبليو إم إف) هو الهيئة الإدارية لكرة القدم المصغرة على المستوى الدولي، بعد أن حل محل الاتحاد الدولي لكرة القدم السريعة (فيفرا).
اعتُمد مصطلح كرة القدم المصغرة، الذي جرت صياغته في أوروبا، من قبل (دبليو إم إف) كاسم دولي قياسي لهذه الرياضة.

## الولايات المتحدة وكندا
كرة القدم المصغرة هي رياضة شائعة في الولايات المتحدة الأمريكية وخاصة كندا، مع كل من بطولات دوري الهواة والمحترفين، بسبب الموسم القصير لكرة القدم في الهواء الطلق في كندا وشمال الولايات المتحدة الأمريكية، وانتشار الساحات المصممة لهوكي الجليد وكرة السلة والتي يمكن تحويلها بسهولة إلى كرة قدم مصغرة (أسباب مماثلة لانتشار لعبة اللاكروس في الأماكن المغلقة بكندا، واللاكروس في الولايات المتحدة). تحظى كرة القدم المصغرة بشعبية خاصة في شمال كندا بسبب الظروف الخارجية التي لا تتيح لعبها في كثير من الأحيان وظهورها في الألعاب الشتوية في القطب الشمالي.
يُعد دوري الميجور أرينا لكرة القدم أفضل دوري لكرة القدم المصغرة في أمريكا الشمالية.

## المكسيك
اشتهرت كرة القدم المصغرة أو كرة القدم السريعة (بالإسبانية: futbol rapido) في المكسيك، أُدرِجَت كجزء من الحدث الدولي للألعاب الوطنية للجامعة (بالإنكليزية: universaid) وكوناديب (بالإسباني: CONADEIP) وفي بطولة المدارس الخاصة، حيث يتنافس فرق المدرسة الجامعية من جميع أنحاء المكسيك. تُبنى ملاعب كرة القدم غالبًا في الهواء الطلق في المكسيك (على الرغم من استخدام الملاعب الداخلية أيضًا في بعض البطولات). أًطلِقَ دوري كرة قدم المصغرة مكونًا من ثمانية فرق، والتي تتكون من لاعبي كرة قدم محترفين سابقين من الليغا المكسيكية (بالإسباني:liga MX) في عام 2012.

## جنوب أمريكا
تعرف كرة القدم المصغرة في البرازيل بالكرة العرضية (بالبرتغالية: showbol)، مع وجود العديد من البطولات الإقليمية الحالية. شُكلت اتحادات وطنية رسمية في بوليفيا، وكولومبيا، وأوروغواي، والإكوادور، وبيرو. مع ذلك، فإن أكثر أشكال كرة القدم شيوعًا التي تُلعب في البرازيل هي كرة قدم الصالات وكذلك مجتمع كرة القدم (بالبرتغالي:futbol society).

## مقالات ذات صلة
- كرة القدم
- كرة الصالات
- الاتحاد الدولي لكرة القدم المصغرة